# Turno ético
El turno ético es una jornada laboral especial, generalmente acordada por los propios trabajadores, donde se desarrollan las actividades más básicas de una organización cuando ésta atraviesa por una huelga o paralización de faenas.

## Causas
Normalmente la causa de la generación de turnos éticos radica en que la paralización absoluta de las obras genera graves perjuicios a la compañía, organización o a la sociedad. Por ejemplo, una absoluta paralización de las obras por parte de los trabajadores de las plantas de tratamiento de agua potable puede ocasionar graves enfermedades a la población, que les puede causar hasta la muerte. Lo mismo ocurre con quienes se desempeñan en labores de emergencia, como los servicios de asistencia pública o seguridad pública.

## Objeto
El establecimiento de los turnos éticos tiene por objeto evitar que recaiga sobre los trabajadores la responsabilidad ética, social, administrativa, civil y hasta criminal que podría generarse con los perjudiciales efectos que genera una paralización absoluta de faenas.